# Лаурета (Саарбрюкен)
Лаурета фон Саарбрюкен (на немски: Laurette von Saarbrücken, Loretta, † след 13 ноември 1270) от род Валрамиди е графиня на Саарбрюкен от 1233 до 1270 г.

## Произход и наследство
Тя е дъщеря на граф Симон III от Саарбрюкен († 1235/1240) и съпругата му Лаурета (1195–сл. 1226), дъщеря на херцог Фридрих II от Лотарингия († 1213) от фамилията Дом Шатеноа и Агнес от Бар († 1226).
Нейният брат Дитрих умира преди 12 май 1227 г. и баща ѝ Симон III сключва през 1227 г. договор с епископа на Мец Йохан от Апремон, който осигурява женското наследяване в Графство Саарбрюкен. Лаурета наследява баща си след смъртта му. Тя е наследена през 1270 г. от сестра си Матилда († 1276), която има син Симон IV (1247 – 1308), граф на Саарбрюкен (1276 – 1308).

## Фамилия
Първи брак: пр. 4 април 1235 г. с Готфрид II от Апремонт († януари 1250), който умира през 1250 по време на шестия кръстоносен поход при превземането на Дамиета. Бракът е бездетен.
Втори брак: през 1252 г. с граф Дитрих Луф I от Клеве (1228 – 1277). Двамата имат една дъщеря:
- Рихардис († сл. 1326), омъжена 1285 г. за Герлах II (III) фон Долендорф († пр. 1325) господар на Долендорф и Кроненбург и има едно дете.

Дитрих Луф се опитва да получи Графство Саарбрюкен, но не успява и се връща обратно в Графство Клеве. До 1259 г. той носи обаче титлата „граф на Саарбрюкен“.